# Verklaring van Jeruzalem over Antisemitisme
De Verklaring van Jeruzalem over Antisemitisme (Engels Jerusalem Declaration on Antisemitism, JDA) is een document bedoeld om de grenzen van antisemitische uitingen en gedragingen aan te geven, in het bijzonder met betrekking tot zionisme, Israël en Palestina. Het initiatief tot de Verklaring werd ingegeven door de wens om antisemitisme te bestrijden, maar tegelijk tegemoet te komen aan de bezwaren tegen de IHRA-definitie van antisemitisme, die volgens critici legitieme kritiek op de Israëlische regering in de kiem smoort en de vrije meningsuiting belemmert. Het opstellen van de verklaring werd in juni 2020 gestart onder auspiciën van het Van Leer Instituut in Jeruzalem door acht coördinatoren, waarvan de meesten universiteitsprofessoren waren. Na voltooiing werd de verklaring ondertekend door ongeveer 200 wetenschappers op het gebied van antisemitisme, de Holocaust, Judaïstiek, Israël en andere disciplines, en uitgebracht in maart 2021.
De verklaring bevat een definitie van antisemitisme die uit 16 woorden bestaat:
Antisemitisme is discriminatie, vooroordeel, vijandigheid of geweld tegen Joden als Joden (of Joodse instellingen als Joods).
Het document bevat ook 15 richtlijnen, verdeeld in drie secties, die proberen te helpen bij de identificatie van antisemitisme, en voorbeelden geven van “antisemitische” toespraken en gedragingen met betrekking tot Israël en Palestina die wel en niet antisemitisch zijn.

## Reacties
In april 2021 drongen enkele Democraten in het Amerikaanse Huis van Afgevaardigden, onder impuls van afgevaardigde Jan Schakowsky, in een brief aan de minister van Buitenlandse Zaken Antony Blinken, erop aan gebruik te maken van instrumenten tegen antisemitisme die verder gaan dan de IHRA-definitie, waaronder de Verklaring van Jeruzalem en het Nexus Document. Organisaties als Americans for Peace Now en J Street steunden de brief, maar de Anti-Defamation League (ADL) en American Jewish Committee (AJC) waren tegen.
De Verklaring van Jeruzalem lokte ook kritiek uit:
- van Joodse kant, omdat de verklaring het “nieuw antisemitisme” niet of niet expliciet genoeg veroordeelde, en al te zeer was beïnvloed door antizionisme;[3]
- van Palestijnse kant, omdat de verklaring uitgaat van een oriëntalistische visie, en elk debat over het fundament van de Joodse etniciteit en staat taboe verklaart voor niet-Joden. De Verklaring zou vele vormen van antizionisme beschouwen als “verkapt antisemitisme".[4]